# Xeoprosopa uruhuasi
Xeoprosopa uruhuasi är en tvåvingeart som beskrevs av Townsend 1919. Xeoprosopa uruhuasi ingår i släktet Xeoprosopa och familjen parasitflugor.
Artens utbredningsområde är Peru. Inga underarter finns listade i Catalogue of Life.